# Andreas Strodl
Andreas Strodl (* 26. Oktober 1987) ist ein ehemaliger deutscher Skirennläufer. Er war auf die Disziplinen Abfahrt und Super-G spezialisiert. Wegen einer langwierigen Knieverletzung musste Strodl seine Karriere bereits als 26-Jähriger Anfang 2014 beenden.

## Karriere
Strodl ist der jüngere Bruder des ehemaligen Skirennläufers Peter Strodl. Er bestritt als 15-Jähriger im Dezember 2002 sein erstes FIS-Rennen. Sein bestes Ergebnis bei Juniorenweltmeisterschaften war ein 16. Platz im Super-G in Altenmarkt 2007. Seinem Debüt im Europacup Anfang Februar 2007 folgte drei Wochen später bei der Doppelabfahrt im heimischen Garmisch-Partenkirchen der erste Start im Weltcup. Im Dezember 2007 holte er bei der Abfahrt von Gröden mit Rang 25 seine ersten Weltcuppunkte. In den kommenden Jahren konnte er einige Male unter die besten 30 im Weltcup fahren, ohne jedoch sein Ziel, in die Weltspitze vorzudringen, zu erreichen. Die Weltmeisterschaften 2009 in Val-d’Isère waren für ihn nach einem Sturz im Super-G beendet, bei dem er Verletzungen im rechten Knie erlitten hatte und daraufhin kurz pausieren musste. Für die Olympischen Spiele 2010 in Vancouver konnte er sich nicht qualifizieren.
Am 28. November 2010 zog sich Strodl bei einem Sturz im Super-G von Lake Louise einen Riss des vorderen Kreuzbandes im rechten Knie zu, der das Saisonaus für Strodl bedeutete. Damit fehlte er auch bei seinen Heim-Weltmeisterschaften im Februar 2011. Durch eine weitere Knieoperation im Dezember 2011 verpasste Strodl die gesamte Weltcup-Saison 2011/2012, wegen anhaltender Knieprobleme konnte er auch die Weltcup-Saison 2012/2013 nicht bestreiten. Erst im Sommer 2013 trainierte Strodl wieder schmerzfrei und bestritt erneut Skirennen. Er schaffte je einen Podestplatz im South American Cup sowie im Dezember beim Nor-Am Cup, im Weltcup kam er jedoch nicht über Platz 60 in der Abfahrt von Gröden hinaus. Nachdem die Beschwerden mit seinem rechten Knie wieder stärker wurden entschloss sich Andreas Strodl im Januar 2014 zum endgültigen Rücktritt als Rennläufer.

## Erfolge

### Juniorenweltmeisterschaften
- Bardonecchia 2005: 33. Super-G, 49. Riesenslalom, 40. Abfahrt
- Altenmarkt 2007: 16. Super-G

### Weltcup
- 6 Platzierungen unter den besten 30

### Europacup
- 1 Podestplatz

### Nor-Am Cup
- 1 Podestplatz